# Ahl El Ksar
Ahl El Ksar (em árabe: أھل القصر) é uma cidade e comuna localizada na província de Bouira, Argélia. Segundo o censo de 2008, a população total da cidade era de 13 354 habitantes.